# Rovato
Rovato är en ort och kommun i provinsen Brescia i regionen Lombardiet i Italien. Kommunen hade 19 320 invånare (2018).